# Distrito de Zurite
El distrito de Zurite es uno de los 9 distritos de la provincia de Anta, ubicada en el departamento de Cusco, bajo la administración del Gobierno regional del Cuzco, en el Perú.
La Provincia de Anta desde el punto de vista de la jerarquía eclesiástica está comprendida en la Arquidiócesis del Cusco.

## Historia
Oficialmente, el distrito de Zurite fue creado el 2 de enero de 1857 mediante Ley dada en el gobierno del Presidente Ramón Castilla. y por razones de festejos y realizar una fiesta para toda la población este aniversario se lleva cada 6 de diciembre de cada Año, junto a los alumnos de inicial, primaria y secundaria comunidades, para dar mayor realce a su aniversario.

## Geografía
La capital es el poblado de Zurite, situado a 3405 m s. n. m. (metros sobre el nivel del mar).
En este distrito está funcionando el IER (Instituto de Educación Rural), cuyo objetivo es capacitar a jóvenes y adultos en áreas técnicas agropecuarias.
Zurite es una zona sumamente agrícola y ganadera. Cuenta con andenerías arqueológicas. y canales de irrigación sorprendentes.

## Autoridades

### Municipales
- - Alcalde: Licenciado ANÍBAL DUEÑAS SIHUA (2023 - 2026).

### Religiosas
- Parroquia San Nicolás de Bari.
  - Párroco: Pbro. Flavio Huillca Leva

### Policiales
- Comisario: Estanislao Mora Caballero

## Atractivos turísticos
Este distrito cuenta con los monumentos arqueológicos llamados andenerias los más grandes del mundo, ubicado en la parte alta del poblado del mismo nombre.

## Festividades
- Virgen del Carmen.
- San Bartolomé.
- Virgen de la Natividad.
- Señor de Lunes Santo.
- Virgen de Las Mercedes.
- Sagrado Corazón de Jesús.